# 富士ゼロックスR&Dスクエア
富士ゼロックスR&Dスクエア（ふじゼロックス アールアンドディ スクエア、英: FUJI XEROX R&D SQUARE）は、神奈川県横浜市西区みなとみらいにある高層ビル。富士フイルムビジネスイノベーション（旧・富士ゼロックス）が研究開発拠点「横浜みなとみらい事業所」を置いている。2021年4月の社名変更以降は元々の建物名で呼ばれず、主にこの事業所名で呼ばれている。

## 概要
横浜市西区みなとみらい六丁目1番地、みなとみらい地区北部の65街区に位置する。ビル内には富士フイルムビジネスイノベーション（旧・富士ゼロックス）が研究開発拠点「横浜みなとみらい事業所」を開設（2010年4月より順次稼働）、約4,500人が就業している。新たな拠点の開設により、これまで分散していた研究開発拠点が当事業所および海老名事業所の2箇所に集約されることとなった。
さらにこれと連動して横浜市のトップセールスにより、東京都内にあった同社の営業拠点の一部と同社子会社の富士ゼロックス情報システム本社（2020年4月に富士フイルムICTソリューションズと統合して現在は富士フイルムシステムズ）も近隣のみなとみらいセンタービル内に移転している。
みなとみらい線新高島駅から近く、また日産自動車グローバル本社方面とも歩行者デッキ「みなとみらい歩道橋」で接続されている。このため、横浜駅方面と行き来する場合もNISSANウォーク・はまみらいウォーク、地下街の横浜ポルタを介して徒歩で移動できる。

## 付帯施設
ビル内には社外企業向けの展示施設「Business Innovation Lab.（旧・お客様共創ラボラトリー）」を構築しており、同社の最新実践事例や関連技術を紹介している。また以前はメセナ活動の一環として美術ギャラリー「Fuji Xerox Art Space」（アートスペース/版画ギャラリー）を1階に開設（東京にて2003年より開設していたギャラリーを移設）し、同社が所蔵するコレクションを中心とした展覧会を定期的に行っていた。
2024年には、3階にサステナブルな未来を探求する体験型施設「Green Park FLOOP（グリーン パーク フループ）」が開設された（無料/展示エリアは事前予約制）。
この他、富士フイルムグループ健康保険組合が健診センター「富士フイルムメディテラスよこはま」を1階に開設している。

## 建物の特徴
表面はガラス張りで、楕円の円柱形の独特な形状を持つ。複層ガラスや地域冷暖房の活用により省エネ構造とし、低層部の屋上は緑地帯「緑の丘」として開放されている。阪神・淡路大震災級の地震に対する耐震性を持つとして、日本免震構造協会主催の「第12回日本免震構造協会賞」において作品賞を受賞した。

## ギャラリー

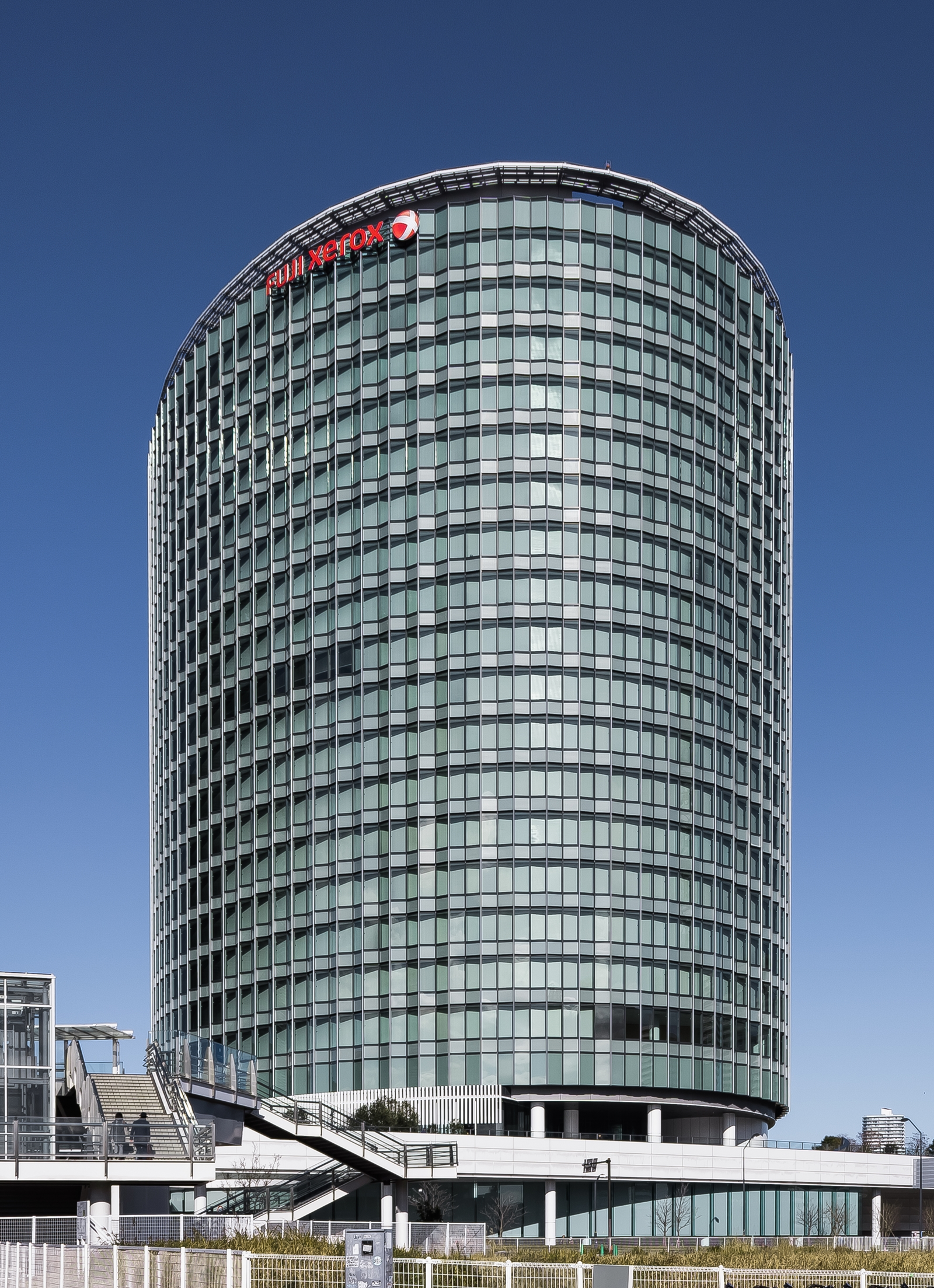
建物の形状は楕円形となっている（旧・富士ゼロックス時代） （2016年12月）
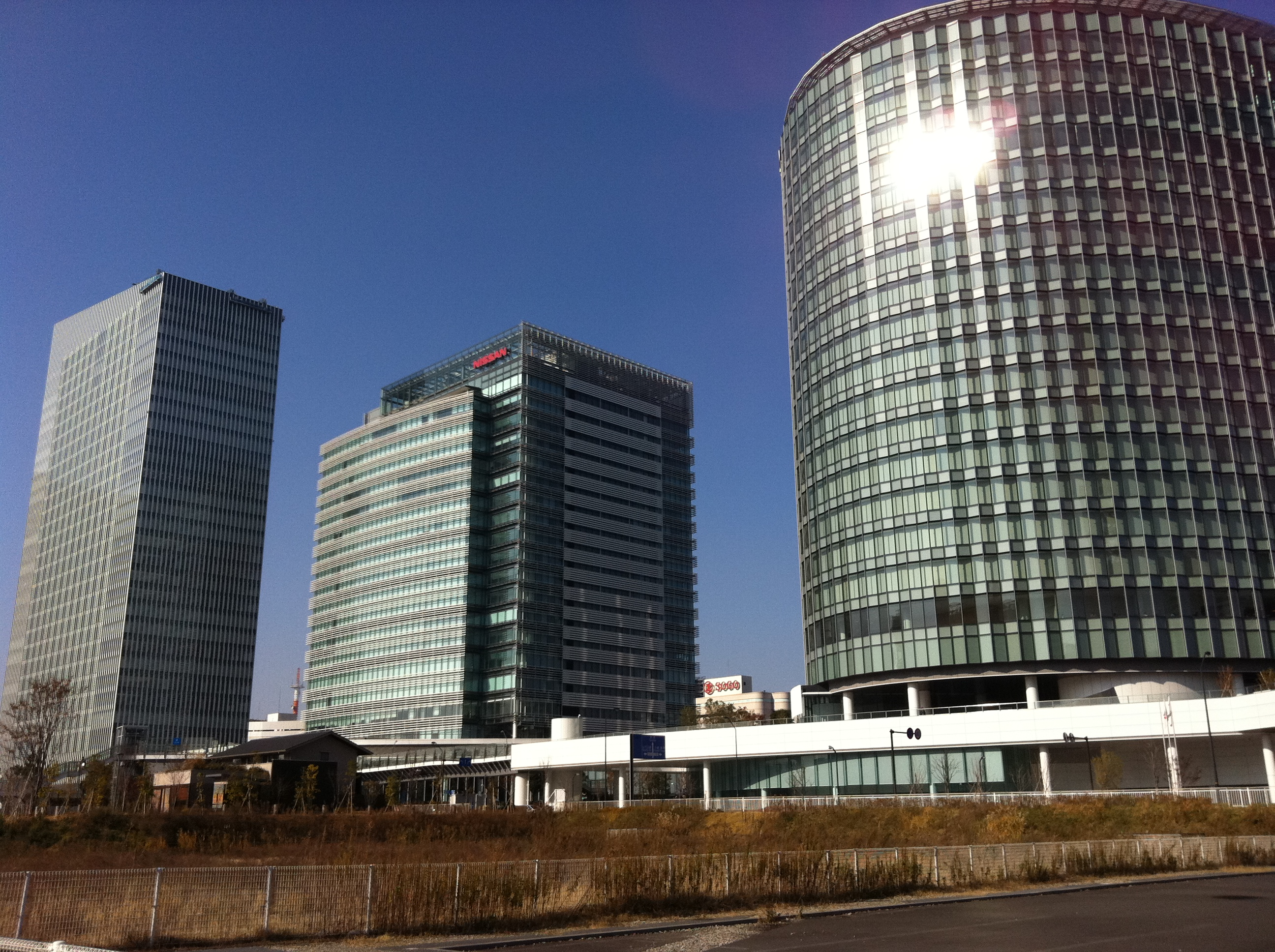
当ビルの西側には日産本社ビル、横浜三井ビルディングが並ぶ （2011年12月）
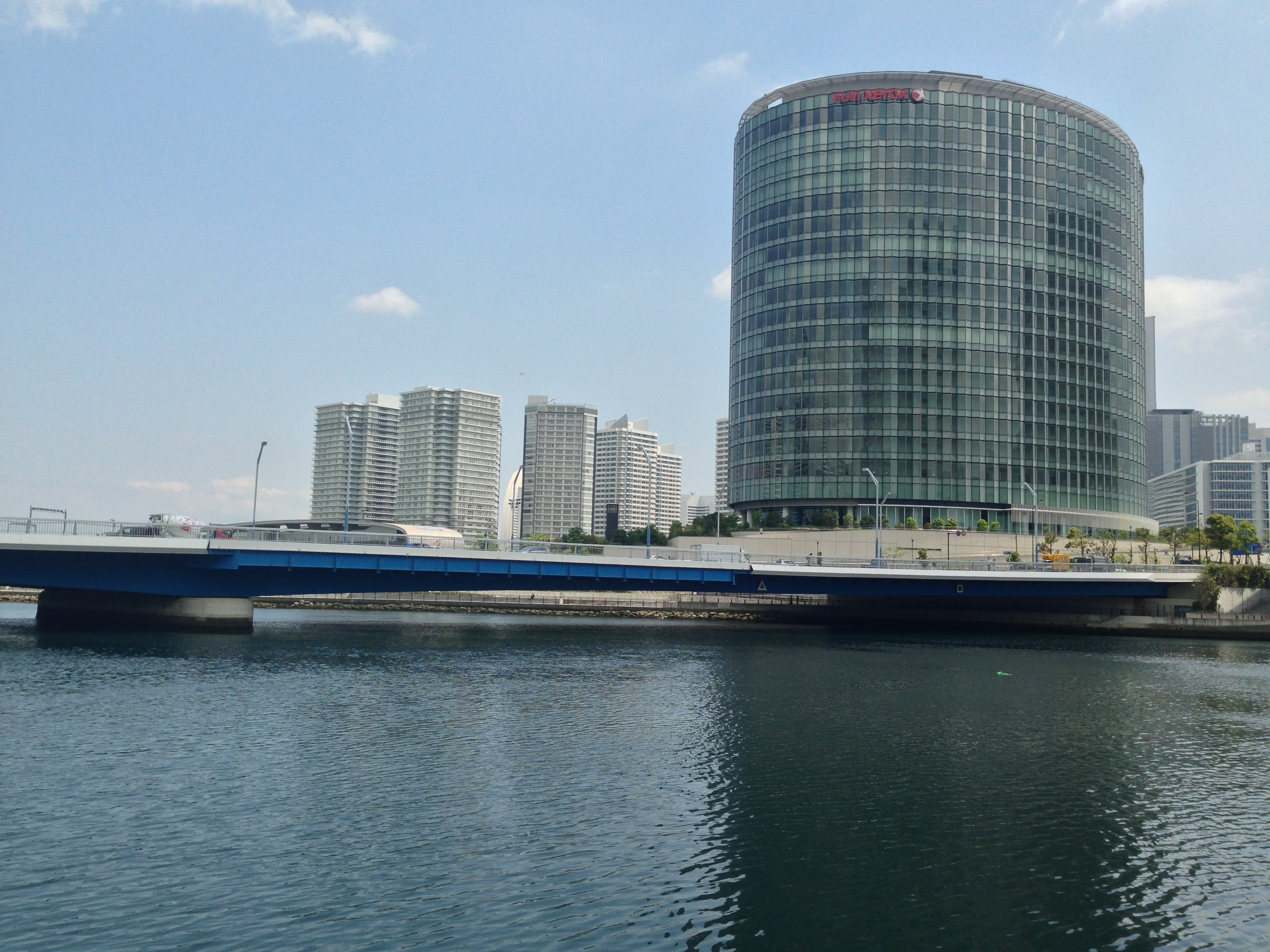
みなとみらい大橋と当ビル （2014年5月）
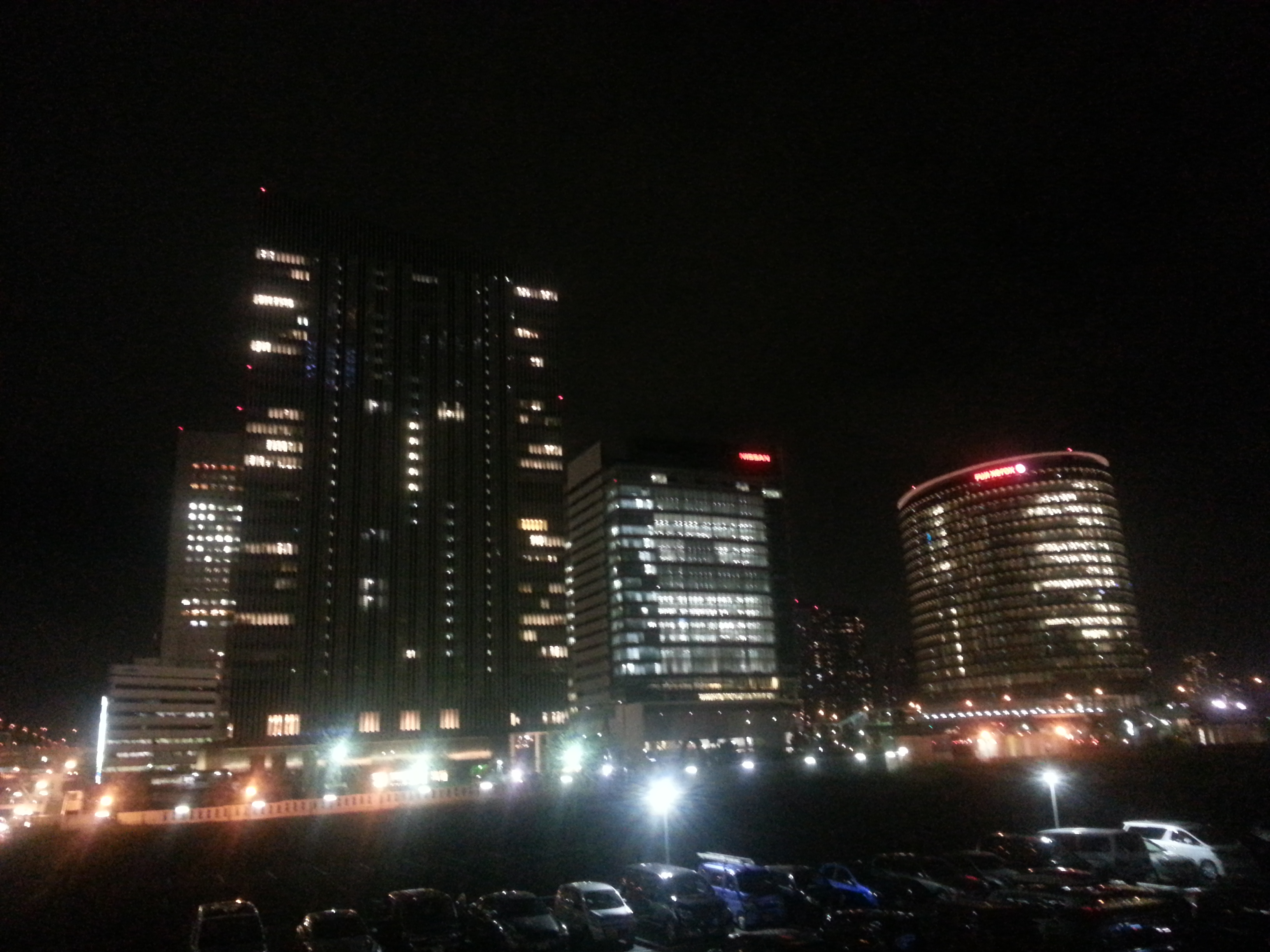
夜間の様子、右端が当ビル （2013年10月）

## 参考資料
- 富士ゼロックスR&Dスクエア (PDF) （一般社団法人 日本建設業連合会）